# David Elm
David Alexander Elm (Broakulla, 10 gennaio 1983) è un ex calciatore svedese, di ruolo attaccante.

## Biografia
È fratello di altri due ex calciatori professionisti, Rasmus e Viktor, che hanno anche giocato al suo fianco al Kalmar.